# Hedychrum
Genre
Hedychrum est un genre d'insectes hyménoptères de la famille des Chrysididae qui regroupe environ 130 espèces, dont voici la liste de celles présentes en Europe :
- Hedychrum aureicolle Mocsáry, 1889
- Hedychrum chalybaeum Dahlbom, 1854
- Hedychrum gerstaeckeri Chevrier, 1869
- Hedychrum longicolle Abeille de Perrin, 1877
- Hedychrum luculentum Förster, 1853
- Hedychrum mavromoustakisi Trautmann, 1929
- Hedychrum micans Lucas, 1849
- Hedychrum nobile (Scopoli, 1763)
- Hedychrum rufipes Du Buysson, 1893
- Hedychrum rutilans Dahlbom, 1854
- Hedychrum tobiasi Kilimnik, 1993
- Hedychrum virens Dahlbom, 1854
- Hedychrum viridilineolatu Kilimnik, 1993